# Azov (berg)
De Azov (Russisch: Гора Азов) is een rotsachtige berg in het central deel van de Oeral, gelegen op ongeveer 70 kilometer ten zuidwesten van Jekaterinenburg. De berg is bedekt met bos en heeft een hoogte van 564 meter. De Azov ligt iets ten westen van de stad Polevskoj en is bekend vanwege de archeologische vondsten die er zijn gedaan. Omdat het de hoogste berg in de omgeving van de stad was deed deze vaak dienst als oriëntatiepunt voor reizigers en voerde om deze reden de weg vanaf Koengoer naar Siberië langs de voet van deze berg.
Tussen de 4e en 6e eeuw lag er op de berg een nederzetting van metallurgisten, die werd ontdekt in 1940, nadat schooljongens er een schat van bronzen voorwerpen vonden. 3 daarvan bleken zelfs te dateren uit 1000 v.Chr.
Uit legendes blijkt dat er vroeger rovers woonden die hun schatten bewaarden in de grotten. Volgens deze volksverhalen woonde er op een bepaald moment ook een rover genaamd Azov, die roofde van de rijken om het aan de armen te geven. Het verhaal van de meid van Azov, die nog steeds in de grotten zou leven en zich soms 's avonds zou laten zien aan mensen en vlammen uit de top zou doen slaan, werd beschreven door Pavel Bazjov in zijn verhalen. De vlammen zouden op de vuren kunnen slaan die de "vrije mensen" (rovers) zouden gebruiken als signalen naar elkaar: de bergen Doemnaja en Azov werden volgens Bazjov door hen namelijk gebruikt om handelskonvooien en militaire konvooien in de val te lokken, waarna men dan van 2 kanten het konvooi aanviel.
De berg zou samen met de Doemnaja ook zijn gebruikt door Don-Kozak Jemeljan Poegatsjov.